# Пляжный футбол на Боливарианских пляжных играх
Пляжный футбол был включён в программу всех розыгрышей Боливарианских пляжных игр. В турнире участвовали члены Боливарианской спортивной организации (Боливия, Чили, Колумбия, Эквадор, Панама, Перу и Венесуэла), а также приглашённые страны.
Впервые турнир был проведён в 2012 году в Лиме, Перу, а последний розыгрыш был проведён в 2016 году в Икике, Чили. Самой успешной сборной на турнире был Парагвай, выигравший первые два турнира. Последним победителем стал Сальвадор, обыгравший в финале Парагвай.

## Результаты
| №   | Год  | Место         | Уч | Золото    | Серебро   | Бронза  | 4 место   |
| --- | ---- | ------------- | -- | --------- | --------- | ------- | --------- |
| I   | 2012 | Лима, Перу    | 8  | Парагвай  | Венесуэла | Перу    | Сальвадор |
| II  | 2014 | Уанчако, Перу | 8  | Парагвай  | Сальвадор | Эквадор | Чили      |
| III | 2016 | Икике, Чили   | 7  | Сальвадор | Парагвай  | Чили    | Эквадор   |

## Медальный зачёт
| №     | Команда   | Золото | Серебро | Бронза | Всего |
| ----- | --------- | ------ | ------- | ------ | ----- |
| 1     | Парагвай  | 2      | 1       | 0      | 3     |
| 2     | Сальвадор | 1      | 1       | 0      | 2     |
| 3     | Венесуэла | 0      | 1       | 0      | 1     |
| 4     | Чили      | 0      | 0       | 1      | 1     |
| 5     | Эквадор   | 0      | 0       | 1      | 1     |
| 6     | Перу      | 0      | 0       | 1      | 1     |
| Всего | Всего     | 3      | 3       | 3      | 9     |